# Saint-Preuil
Saint-Preuil és un municipi francès situat al departament del Charente i a la regió de la Nova Aquitània. L'any 2007 tenia 300 habitants.

## Demografia

### Població
El 2007 la població de fet de Saint-Preuil era de 300 persones. Hi havia 120 famílies de les quals 28 eren unipersonals (24 homes vivint sols i 4 dones vivint soles), 40 parelles sense fills, 48 parelles amb fills i 4 famílies monoparentals amb fills.
La població ha evolucionat segons el següent gràfic:
Habitants censats

### Habitatges
El 2007 hi havia 149 habitatges, 120 eren l'habitatge principal de la família, 9 eren segones residències i 20 estaven desocupats. 141 eren cases i 4 eren apartaments. Dels 120 habitatges principals, 77 estaven ocupats pels seus propietaris, 28 estaven llogats i ocupats pels llogaters i 15 estaven cedits a títol gratuït; 7 tenien dues cambres, 15 en tenien tres, 19 en tenien quatre i 79 en tenien cinc o més. 98 habitatges disposaven pel capbaix d'una plaça de pàrquing. A 51 habitatges hi havia un automòbil i a 64 n'hi havia dos o més.

### Piràmide de població
La piràmide de població per edats i sexe el 2009 era:
| Homes | Edats   | Dones |
| ----- | ------- | ----- |
| 0     | 95 o +  | 0     |
| 0     | 90 a 94 | 0     |
| 0     | 85 a 89 | 4     |
| 4     | 80 a 84 | 0     |
| 16    | 75 a 79 | 12    |
| 8     | 70 a 74 | 4     |
| 4     | 65 a 69 | 8     |
| 12    | 60 a 64 | 4     |
| 4     | 55 a 59 | 16    |
| 12    | 50 a 54 | 4     |
| 8     | 45 a 49 | 12    |
| 16    | 40 a 44 | 16    |
| 16    | 35 a 39 | 4     |
| 8     | 30 a 34 | 12    |
| 4     | 25 a 29 | 0     |
| 0     | 20 a 24 | 0     |
| 12    | 15 a 19 | 16    |
| 8     | 10 a 14 | 8     |
| 12    | 5 a 9   | 4     |
| 0     | 0 a 4   | 0     |

## Economia
El 2007 la població en edat de treballar era de 199 persones, 155 eren actives i 44 eren inactives. De les 155 persones actives 148 estaven ocupades (85 homes i 63 dones) i 7 estaven aturades (3 homes i 4 dones). De les 44 persones inactives 15 estaven jubilades, 14 estaven estudiant i 15 estaven classificades com a «altres inactius».

### Ingressos
El 2009 a Saint-Preuil hi havia 121 unitats fiscals que integraven 293 persones, la mediana anual d'ingressos fiscals per persona era de 16.222 €.

### Activitats econòmiques
Dels 20 establiments que hi havia el 2007, 1 era d'una empresa alimentària, 3 d'empreses de construcció, 9 d'empreses de comerç i reparació d'automòbils, 4 d'empreses d'hostatgeria i restauració, 1 d'una empresa d'informació i comunicació i 2 d'empreses de serveis.
Dels 3 establiments de servei als particulars que hi havia el 2009, 2 eren guixaires pintors i 1 fusteria.
L'any 2000 a Saint-Preuil hi havia 20 explotacions agrícoles que ocupaven un total de 756 hectàrees.

## Poblacions més properes
El següent diagrama mostra les poblacions més properes.